# Gauseran de Saint-Leidier

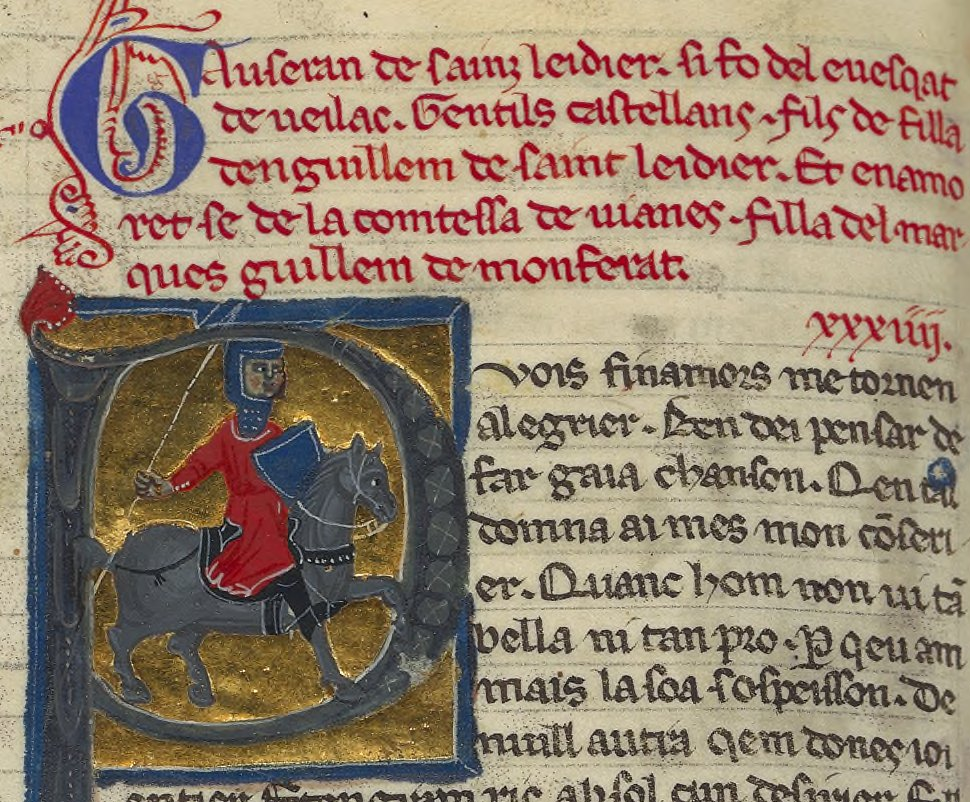
Vida de Gauseran de Sant Leidier.

Gauseran ou Gauceran de Sant Leidier en ancien occitan, plus connu sous le nom de Gauseran de Saint-Leidier, est un troubadour auvergnat de langue occitane originaire de Saint-Didier-la-Séauve (actuellement Saint-Didier-en-Velay). Il était neveu de Guilhèm de Sant Leidier, également troubadour,. De son œuvre, seules deux cansos sont parvenues jusqu'à nous.